# Ikva
Ikva (niem. Ikwa, dawniej też Eicha) – rzeka wypływająca z Rohrbach bei Mattersburg, przepływająca przez Komitat Győr-Moson-Sopron w północno-wschodnich Węgrzech (ok. 60 km), dopływ Kanału Einser.
Wypływa jako potok Aubach w okolicy Rohrbach bei Mattersburg w powiecie Mattersburg w kraju związkowym Burgenland we wschodniej Austrii. Przepływa przez następujące miejscowości: Loipersbach im Burgenland, Schattendorf, Sopron, Kópháza, Nagycenk, Pereszteg, Pinnye, Ebergőc, Röjtökmuzsaj, Fertőszentmiklós, Petőháza i Fertőendréd. W okolicach Tőzeggyármajor wpada do Kanału Einser, a następnie jej wody przez Rabnitz (Répce) zasilają Dunaj.